# 2. Sinfonie (Wetz)
Die Arbeit an seiner Sinfonie Nr. 2 A-Dur op. 47 begann Richard Wetz um die Jahreswende 1918/19. Zehn Monate später, im Oktober 1919, stellte er die Partitur fertig, 1920 wurde das Werk unter der Leitung von Peter Raabe, der auch die andern beiden Sinfonien aus der Taufe hob und dem die zweite gewidmet ist, uraufgeführt.
Spieldauer: ca. 40–45 Minuten.

## Richard Wetz als Sinfoniker
In der formalen Anlage sind die Sinfonien von Richard Wetz deutlich von Bruckners klaren und übersichtlichen Satzschemata beeinflusst. Der Komponist macht reichlichen Gebrauch von Chromatik und modulatorischer Raffinesse, geht harmonisch aber nie über die Mittel der Tonalität heraus. Progressivere Harmonien finden erst in den Werken ab dem Streichquartett Nr. 2 (1923) Einzug in das Schaffen von Wetz. Die Bruckner-Rezeption zeigt sich bei Wetz’ Sinfonien auch in der Orchesterbehandlung. Allerdings hat diese mehr gemeinsam mit der Instrumentation der von Franz Schalk und Ferdinand Löwe bearbeiteten Fassungen von Bruckners Sinfonien als mit den Originalfassungen. Da Letztere erst kurz vor Wetz’ Tod begannen, der breiten Öffentlichkeit bekannter zu werden, konnte Wetz sich nicht an ihnen orientieren.

## Besetzung
3 Flöten (2. und 3. wechselnd mit Piccoloflöte), 2 Oboen (2. wechselnd mit Englischhorn), 2 Klarinetten, Bassklarinette, 2 Fagotte, Kontrafagott, 4 Hörner, 3 Trompeten, 3 Posaunen, Tuba, Pauken, Harfe, Violinen 1 und 2, Bratschen, Violoncelli, Kontrabässe

## Erster Satz: Mäßig Bewegt
Endete Wetz’ erste Sinfonie in grimmigem c-Moll, so stellt er in der zweiten schon allein mit der verwendeten Grundtonart A-Dur fest, dass es sich bei ihr um ein Werk vorwiegend aufgehellten Charakters handelt. Der Anfang des Kopfsatzes (4/4-Takt) erinnert stark an die Eröffnungen von Bruckners Sinfonien. In den ersten zwei Takten wird ein komplexes Netz aus Begleitfiguren vorgestellt, von denen besonders eine stärker profilierte Figur in den ersten Violinen später von Bedeutung sein wird. Das Hauptthema, welches sich anschließend über die Begleitung erhebt, ist eine ruhige und schlichte Melodie, die beim ersten Erscheinen von der Klarinette vorgetragen wird. Das Material wird weiter ausgesponnen und wächst bis zu einer kurzen forte-Stelle. Danach erscheint der Anfang ein zweites Mal, sofort wird die Ruhe nun aber unterbrochen durch ein mächtig anwachsendes Crescendo, auf dessen Höhepunkt sich im Blech ein wuchtiges Synkopenmotiv erhebt. Wieder erklingt das Hauptthema und leitet, unterbrochen durch ein weiteres Motiv aus der vorangegangenen Steigerungsphase, zum zweiten Thema über, welches Sehr ruhig und mit Innigkeit in Violinen, Celli, Klarinetten und Hörnern erklingt. Es wächst in mehrfachem Anlauf zu einer Steigerung empor und mündet, nachdem diese wieder abgeklungen ist, in die kurze energisch bewegte Schlussgruppe. Der Übergang zur Durchführung wird durch eine vom fortissimo ins pianissimo abfallende Passage erreicht, die auf diesem dritten Thema basiert.
Die Durchführung selbst reicht in ihrer Länge fast an die der Exposition heran. Sie beginnt mit dem Hauptthema, von den Holzbläsern und Hörnern kanonisch geführt, über einer aktiven Streicherbegleitung, verarbeitet dann Elemente der Steigerungsepisode, wobei sie ihnen den energischen Charakter nimmt, um ihn durch einen ruhigeren zu ersetzen, und lässt das Schlussgruppenthema heroisch einherschreiten. Aber sogleich dominiert wieder das jetzt dramatisch aufgeladen sich emporreckende Hauptthema und erreicht schließlich eine fast hymnische Wiederaufnahme des Satzbeginns. Dieser Höhepunkt bricht jedoch bald wieder zusammen. Das Schlussgruppenmotiv leitet, ins Gesangliche abgewandelt, zu einem weiteren Abschnitt über, den das zweite Thema dominiert. Es wird von Streichern und Holzbläsern kanonisch verarbeitet. Mit begleitendem Einsatz der Hörner nimmt die Bewegung wieder zu und führt zu einer zweiten Kulmination, in der in den Blechbläsern ein neues Thema hervorbricht.
Nachdem die Durchführung beruhigt abgeklungen ist setzt die Reprise ein. Das idyllische Bild des Anfangs wird nun noch unterstrichen durch den Einsatz einer begleitenden Harfe. Im Wesentlichen folgt die weitere Entwicklung der Exposition, wenngleich die Instrumentierung auch an zahlreichen weiteren Stellen abgewandelt wurde (so erklingt das Gesangsthema nun zuerst in den Holzbläsern). Die große Crescendo-Episode zwischen erstem und zweitem Thema bleibt diesmal aus und die Schlussgruppe erscheint deutlich abgemildert. Die Coda greift das Hauptthema wieder auf. Es steigert sich in Dynamik und Bewegung, nimmt das Schlussgruppenmotiv auf und führt schließlich den Satz in grandioser Steigerung zum Abschluss auf einem Unisono-a.

## Zweiter Satz: Langsam, mit klagendem Ausdruck
Nach Beendigung des Kopfsatzes nahm der Komponist in Anschluss gleich das Finale in Angriff. Erst nach dessen Fertigstellung widmete er sich der Komposition der Mittelsätze. Ein geplantes Scherzo wurde nicht ausgeführt, stattdessen entschied sich Wetz, den vergleichsweise relativ kurzen langsamen Satz für sich allein, als Herz des Stückes, zwischen den ausgedehnten Ecksätzen stehen zu lassen. Zu letzteren steht dieses d-Moll-Adagio (4/4) auch in idealem stimmungsmäßigen Kontrast, wie das schon in der Satzüberschrift angedeutet wird.
Der Satz beginnt mit einer fünftaktigen Einleitung der von gedämpften Streichern begleiteten Flöten und Hörner, die das Hauptthema bereits fragmentarisch anklingen lässt. Dieses selbst wird im Anschluss vorgetragen vom Englischhorn und zeichnet sich durch größtenteils enge Intervallschritte und Chromatik aus. Es schließt sich nach einiger Zeit ein Nebenthema (Sehr ruhig und ausdrucksvoll) im 3/4-Takt an, das aus dem Hauptgedanken entwickelt wurde.
Die Durchführung behandelt ausschließlich das Hauptthema. Sie wird durch eine Steigerung erreicht, die auf das Nebenthema folgte. Im weiteren Verlauf dominiert eine zurückgehaltene Stimmung. Das Hauptthema wird von Bratschen und Celli, dann von den Holzbläsern, zuletzt von tiefen Streichern, Kontrafagott und Bassklarinette gebracht. Bei letzterem Einsatz wird der Themenkopf zu einem B-A-C-H umgebildet. Zum Schluss der Durchführung korrespondieren tiefe Streicher mit den leisen Schlägen der Pauke und Harfe.
Die Reprise lässt das Hauptthema von Triolen und Sextolen umspielt erklingen; im Wesentlichen gleicht der Ablauf dieses Formteils demjenigen der Exposition. Das Nebenthema taucht jedoch auch hier nicht mehr auf. Am Schluss steht eine von den tiefen Orchesterinstrumenten dominierte Coda. Der Satz verklingt auf dem tiefen D von Bassklarinette und Horn im pianissimo.

## Dritter Satz: Bewegt (ruhige Halbe)
Trotz seiner Tonart a-Moll ist das Finale doch dem lebensfrohen ersten Satz weitaus ähnlicher als dem „klagenden“ Adagio. Es beginnt mit einem von den vier Hörnern unisono vorgetragenen Gedanken, der zunächst scheinbar isoliert, quasi als Motto des Satzes, dasteht. Es ist jenes neue Thema, welches gegen Ende der Durchführung des ersten Satzes bereits erklungen war. Das eigentliche Hauptthema erscheint sofort daran anschließend als lebhafte Klarinettenmelodie. Wie im Kopfsatz folgt nun ein steigernder Fortspinnungsprozess, in dessen Verlauf das Thema von einer Instrumentengruppe auf die nächste weitergegeben wird. Die Dynamik nimmt zu, zuletzt übernehmen die Blechbläser die Melodie und führen sie einer ersten Gipfelung zu, worauf es sofort wieder leiser wird. Nach kurzer Überleitung tritt das zweite Thema (Langsam und ausdrucksvoll) in den Streichern hinzu. Es ist nichts anderes als das leicht variierte Hauptthema des Mittelsatzes. Nachdem die Holzbläser den Vortrag des Themas kurz übernommen haben setzen die Streicher gesteigert wieder ein. Als Schlussgruppe dient ein markantes Quintenmotiv der Hörner, untermalt vom Tremolo der Pauke und der tiefen Streicher.
Die Durchführung, in ihren Ausmaßen etwa derjenigen des ersten Satzes entsprechend, beginnt mit der feierlichen Verarbeitung des Mottothemas, vorrangig in Streichern und Holzbläsern. Dem folgt das Hauptthema, in der Stimmung beruhigt, in verbreiterter Bewegung. Schnell nimmt das Geschehen wieder unruhigere Züge an. Jedoch erscheint nach einer emporreckenden Geste des Mottos das zweite Thema, das ab jetzt die Durchführung beherrscht, sanft und entspannt in den Streichern. Die Holzbläser treten etwas später hinzu. Bald wird die Stimmung zusehends nachdenklich. Zwar wird seitens der Streicher noch ein Aufschwung mithilfe eines Nebenmotivs des Hauptthemas versucht, dieser mündet jedoch in ein immer langsamer werdendes piano ein.
Dies ist der Ausgangspunkt für die Reprise. Das Hauptthema setzt noch schwungvoller ein als zuvor, der Übergang zum zweiten Thema ist etwas verkürzt und variiert. Dieses selbst entspricht, von instrumentalen Retuschen abgesehen, ziemlich genau seiner Expositionsvariante. Die Schlussgruppe wird zugunsten eines direkten Einsatzes der Coda ausgespart, welche mit dem verbreiterten Hauptgedanken im fortissimo beginnt. Nachdem das Motto sich hinzugesellt hat erscheint das Hauptthema kräftig vorwärtsdrängend wieder im ursprünglichen Zeitmaß. Sein Nebenmotiv leitet über zu einem kurzen, leisen Erscheinen des Hauptthemas aus dem Kopfsatz, worauf sich das in den Hörnern und Trompeten kanonisch geführte Motto zur befreienden, endgültigen Wiederkehr dieses Anfangsgedankens emporarbeitet. In strahlendem A-Dur schließt die Sinfonie, Anfang und Ende nach Bruckners Vorbild miteinander verknüpfend, im fortissimo des vollen Orchesters ab.